# Кукаріно
Кукаріно (рос. Кукарино) — село у Можайському районі Московської області Російської Федерації

## Розташування
Село Кукаріно входить до складу міського поселення Можайськ, воно розташовано на захід від Можайська, фактично є його околицею. Найближчі населені пункти Красний Балтієць, Велике Новосуріно, Гідровузол, Количево. Найближча залізнична станція Можайськ.

## Населення
Станом на 2006 рік у селі проживала 171 особа, в 2010 — також 171 особа.